# 赵学庄
赵学庄（1933年—），男，原籍福建福州，生于江苏南京，中国物理化学家、化学教育家，曾任南开大学化学系教授。